# Polystichum articulatipilosum
Polystichum articulatipilosum là một loài thực vật có mạch trong họ Dryopteridaceae. Loài này được H.G. Zhou & Hua Li miêu tả khoa học đầu tiên năm 1996.